# Mãe Bida de Iemanjá
Mãe Bida de Iemanjá ou Lucila Pereira de Brito Salvador Ialorixá do Candomblé, iniciada aos 16 anos por Pai Nézinho de Muritiba e Mãe Menininha do Gantois, no Terreiro Ibecê Alaqueto Ogum Megegê, no sítio Portão, em Muritiba.
Foi para o Rio de Janeiro na década de 40, fundou sua casa de candomblé em Cascadura.